# Hidipo Hamutenya
Hidipo Hamutenya, född 17 juni 1939 i Odibo i norra Namibia, död 6 oktober 2016 i Windhoek, var en namibisk politiker.
Han satt i parlamentet från 1990 till 2005. Han konkurrerade internt inom SWAPO med Hifikepunye Pohamba och Nahas Angula om att efterträda Sam Nujoma som landets president. Han misslyckades dock, då Nujoma i maj 2004 avskedade Hamutenya från posten som landets utrikesminister. I samband med valet till partiets lista för parlamentsvalen skapade Nujoma en lista med personer som han sade vara imperialistagenter. Det medförde att Hamutenya misslyckades att behålla sin plats i parlamentet.